# Paul Joseph Hagen

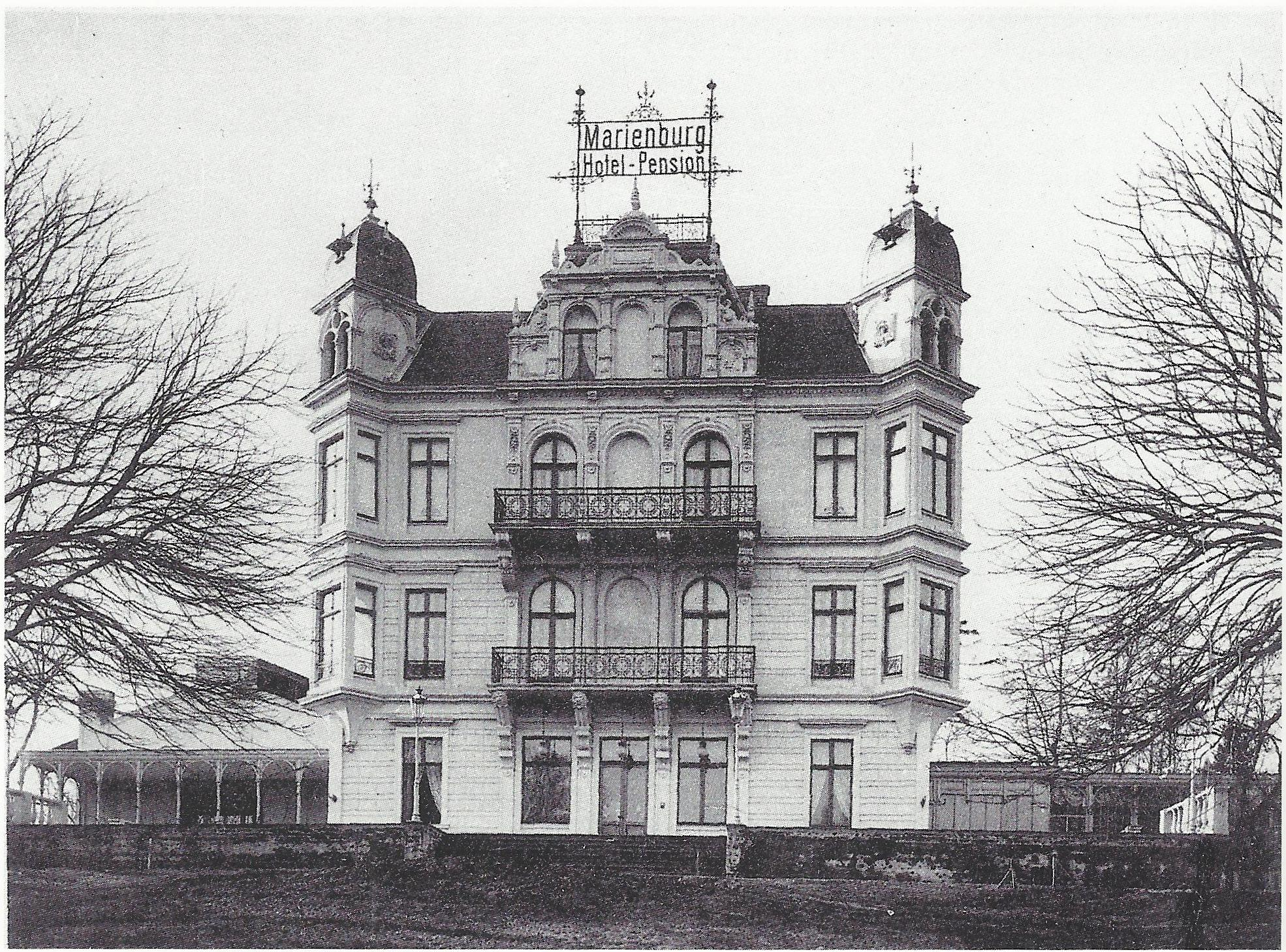
Gutshof Marienburg (1893)

Paul Joseph Hagen (* März 1800 in Köln; † Dezember 1868 ebenda) war ein Kölner Unternehmer in der Metallindustrie.

## Allgemeines
Über das Leben des Unternehmers ist nur wenig bekannt, seine genauen Geburts- und Todesdaten sind unbekannt. Hagen war der Sohn des Metzgers Friedrich Hagen und heiratete 1832 in zweiter Ehe Elisabeth Loosen; aus der Ehe ging seine Tochter Anna Maria Jacobie Adelaide hervor. Unter der Berufsbezeichnung „Schiffsbestätter“ war er zunächst als Agent für die Köln-Düsseldorfer Deutsche Rheinschiffahrt tätig.

## Werdegang
Hagen war 1847 Mitbegründer der „Gießerei Emil Behrens & Comp.“, die im April 1855 mit 150 Arbeitern in Kölnische Maschinenbau AG umfirmierte und bis 1906 unter anderem Eisenbahnbrücken baute. Im Jahre 1894 war die Betriebsgröße auf 850 Personen angewachsen. Sie bestand als BAMAG bis zur Liquidation 1970. Das Fabrikgelände lag nahe dem Rheinufer und war 13 Hektar groß, wovon 35.000 m² bebaut waren. Es enthielt eine eigene Gasfabrik und ein eigenes Wasserwerk. Die mittlerweile auf 1500 Mitarbeiter angewachsene Fabrik wurde unter anderem bekannt durch ihre Dachkonstruktionen für den Kölner Dom, den Hauptbahnhof Köln und die Flora.

## Tätigkeit im Immobilienwesen
Hagen erwarb Anfang Oktober 1843 in einer Versteigerung ein Grundstück für 2700 Taler von der Pfarrgemeinde zu Rodenkirchen mit der Verpflichtung, hier innerhalb eines Jahres ein Gebäude mit Baukosten von mindestens 4000 Talern zu errichten. Auf dem ehemaligen „Galgenberg“ gelegen, benannte er das Anwesen nach seiner Tochter Anna Maria Jacobie Adelaide „Marienburg“, das dem ganzen Stadtteil Köln-Marienburg seinen Namen gab. Hagen war an der vor und nach 1840 stattfindenden Kölner Bodenspekulation neben Johann Peter Weyer und Emil Pfeifer führend beteiligt. 1844 erwarb Hagen ein Baugelände zwischen Peterstraße und Rotgerberbach, auf seinen Antrag hin wurde die neu entstandene Straße nach ihm Paulstraße benannt. Im Januar 1845 erwarb Hagen die so genannten „Engels-Ländereien“ des Gottfried Engels, im Juli 1845 kaufte er einen Teil des Wolferhofes (südwestlich von St. Mauritius) von Josef von Bianco.
Nachdem 1848 eine Immobilienkrise aufkam, musste Hagen seine Luxusvilla an das Bankhaus Oppenheim ebenso verkaufen wie die „Engels-Ländereien“, seine Anteile am Wolferhof und am Webergut „Gereonsvogtei“.
Johann Peter Weyer, Bankier Abraham Schaaffhausen, Konrad Josef Stroof, Emil Pfeifer und Paul Joseph Hagen bildeten eine lose Interessengemeinschaft, die im Volksmund „Weiße Brigade“ genannt wurde.